# Curran Walters
Curran Walters, född 16 januari 1998 i Oak Park i Kalifornien, är en amerikansk skådespelare och fotomodell. Han är bland annat känd för att spela rollen som Jason Todd i den DC Comics-baserade TV-serien Titans.
Han har tre yngre syskon; två systrar och en bror.

## Filmografi (i urval)

### Filmer
| År   | Titel               | Roll | Noter |
| ---- | ------------------- | ---- | ----- |
| 2016 | Alla tiders kvinnor | Matt |       |

### TV-serier
| År        | Titel                  | Roll                      | Noter                                                                     |
| --------- | ---------------------- | ------------------------- | ------------------------------------------------------------------------- |
| 2015      | New Girl               | Unga Jake Apex            | Avsnittet "Oregon"                                                        |
| 2016      | Här är ditt liv, Riley | Evan                      | 2 avsnitt                                                                 |
| 2018      | Speechless             | Xander                    | Avsnittet "N-E-- NEW Y-- YEAR'S E-- EVE"                                  |
| 2018      | Alexa & Katie          | Gabriel                   | Avsnittet "Winter Luau"                                                   |
| 2018–2022 | Titans                 | Jason Todd/Robin/Red Hood | 25 avsnitt, återkommande roll i säsong 1, samt huvudroll i säsong 2 och 3 |
| 2019      | Fam                    | Kyle                      | Avsnittet "Pregnancy Pause"                                               |